# Montclair (Nueva Jersey)
El municipio de Montclair (en inglés: Montclair Township) es un municipio ubicado en el condado de Essex en el estado estadounidense de Nueva Jersey. En el año 2010 tenía una población de 37.669 habitantes y una densidad poblacional de 2.310,98 personas por km².

## Demografía
Según la Oficina del Censo en 2007 los ingresos medios por hogar en el municipio eran de $92,988 y los ingresos medios por familia eran $119,850. Los hombres tenían unos ingresos medios de $64,151 frente a los $43,520 para las mujeres. La renta per cápita para la localidad era de $44,870. Alrededor del 5.6% de la población estaba por debajo del umbral de pobreza.